# Nyssodectes
Nyssodectes is een kevergeslacht uit de familie van de boktorren (Cerambycidae). De wetenschappelijke naam van het geslacht werd voor het eerst geldig gepubliceerd in 1955 door Dillon.

## Soorten
Nyssodectes omvat de volgende soorten:
- Nyssodectes bispecularis (White, 1855)
- Nyssodectes concinna (Bates, 1885)
- Nyssodectes dulcissimus (Bates, 1863)
- Nyssodectes longula (Bates, 1881)
- Nyssodectes roseicollis (Bates, 1872)
- Nyssodectes veracruzi Dillon, 1955